# Васюник Іван Васильович
Іван Васи́льович Васю́ник (нар. 7 липня 1959, Великий Любінь, Городоцький район, Львівська область) — український політик, колишній Віцепрем'єр-міністр України.

## Біографія
У 1981 р. закінчив економічний факультет Львівського державного університету ім. І. Франка, фах — «Організація механізованої обробки економічної інформації», інженер-економіст.
У 1981–1985 — секретар комітету комсомолу Львівського університету. Кандидат економічних наук (1989), доцент (1991).
- Лютий 1993 — березень 1995 — перший заступник генерального директора, генеральний директор Львівського інституту менеджменту
- Квітень 1994 — квітень 1997 — керівник Групи радників Першого віце-прем'єр-міністра Віктора Пинзеника[2].
- Червень 1997 — лютий 2000 і з серпня 2001 по квітень 2002 — директор ГО «Інститут реформ», Київ.

Лютий 2000 — травень 2000 — радник прем'єр-міністра Віктора Ющенка, заступник керівника Служби Прем'єр-міністра.
У квітні 2002 обирається народним депутатом України від блоку «Наша Україна», номер 43 у списку. Член Комітету з питань економічної політики, управління народним господарством, власності та інвестицій.
Після перемоги Віктора Ющенка на президентських виборах призначений першим заступником в Секретаріат Президента України, присвоєний 1 ранг державного службовця з червня 2005 року. Виконуючи обов'язки керівника Секретаріату Президента України, очолював наглядову раду Національного президентського оркестру.
На парламентських виборах 2007 року був заступником керівника виборчого штабу блоку «Наша Україна — Народна Самооборона».
У 2006 році в «Топ-100» найвпливовіших українців журналу «Корреспондент» Іван Васюник посів 44-у позицію.
У 2007 році у рейтингу «Топ-100» найвпливовіших українців журналу «Корреспондент» Іван Васильович посів 63-е місце.
З 18 грудня 2007 до 11 березня 2010 був віце-прем'єром у другому уряді Юлії Тимошенко.

## Після віце-прем’єрства
14 травня 2021 року зустрівся з предстоятелем ПЦУ митрополитом Епіфанієм і обговорив з ним будівництво меморіалу жертв Голодомору.
Член Координаційної ради з підготовки фінальної частини чемпіонату Європи з футболу 2012 року; голова Наглядової ради НСК «Олімпійський».

## Особисте життя
Вільно володіє українською, російською, англійською мовами.
Брати: Васюник Ігор Васильович та Васюник Євгеній Васильович.
Одружений. Дружина Леся Васюник — засновник ТОВ «Центрреконструкція». Васюники виховують двох дітей.

## Державні нагороди
- Орден князя Ярослава Мудрого V ст. (16 січня 2009) — за вагомий особистий внесок у справу консолідації українського суспільства, розбудову демократичної, соціальної і правової держави та з нагоди Дня Соборності України[9]
- Орден «За заслуги» III ст. (26 червня 2008) — за вагомий особистий внесок у розвиток конституційних засад української державності, багаторічну сумлінну працю, високий професіоналізм та з нагоди Дня Конституції України[10]